# The Best of Dorien B.
The Best of Dorien B. is een tragikomische Vlaamse langspeelfilm uit 2019 in regie van Anke Blondé naar een scenario van Anke Blondé en Jean-Claude van Rijckeghem met Kim Snauwaert, Jelle De Beule, Katelijne Verbeke en Dirk Van Dijck in de hoofdrollen. 
De opnamen hadden plaats in de lente van 2018. De film beleefde zijn wereldpremière op het filmfestival van Rotterdam in januari 2019. The Best of Dorien B was de openingsfilm van het filmfestival van Oostende 2019.

## Rolverdeling
| Acteur                 | Personage     |
| ---------------------- | ------------- |
| Kim Snauwaert          | Dorien        |
| Jelle De Beule         | Jeroen        |
| Katelijne Verbeke      | Monique       |
| Dirk Van Dijck         | Jos           |
| Isabelle Van Hecke     | Juf Hadewijch |
| Robrecht Vanden Thoren | Miguel        |
| Peter De Graef         | Gilbert       |
| Kristien De Proost     | Juf Ruth      |
| Wine Dierickx          | Liesbeth      |
| Willem Loobuyck        | Milos         |
| Lander Minne           | Kas           |